# International Federation of Library Associations and Institutions

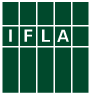

Die International Federation of Library Associations and Institutions (IFLA) ist die internationale Vereinigung bibliothekarischer Verbände und Einrichtungen (so auch die offizielle deutsche Bezeichnung). Gegründet wurde die IFLA 1927 in Edinburgh (Schottland). Ihre ersten Präsidenten waren Isak Collijn (1927–1931) und William Warner Bishop (1931–1936). Im Jahr 2022 hatte die IFLA 1660 Mitglieder aus mehr als 140 Ländern, die etwa 500.000 Bibliotheken repräsentieren.

## Ziele, Tätigkeit und Organisation
Zweck der Vereinigung ist die Förderung und Entwicklung qualitativer Bibliotheks- und Informationsdienste aller Art, die Förderung des freien Zugangs zu Informationen und die Vertretung der Interessen des Bibliotheks- und Dokumentationswesens im Allgemeinen. Um dieses Ziel zu erreichen, gibt die IFLA Publikationen heraus, darunter die viermal jährlich erscheinende Fachzeitschrift IFLA Journal, organisiert Seminare und Workshops sowie den jährlich im August stattfindenden Weltkongress „World Library and Information Conference“ (WLIC). Während des Weltkongresses findet jährlich die IFLA-Generalversammlung der Mitglieder statt, die laut IFLA-Statuten das höchste Lenkungsgremium der Vereinigung ist. 
Die Organisation arbeitet mit anderen internationalen Organisationen wie der UNESCO und der Weltorganisation für geistiges Eigentum (WIPO) zusammen und hat Beobachterstatus bei den Vereinten Nationen. Die Interessen des Bibliotheks- und Informationsbereichs werden außer von der IFLA auch durch das European Bureau of Library, Information and Documentation Associations (EBLIDA) vertreten. Die IFLA ist ein Gründungsmitglied der Kulturschutzorganisation Blue Shield International. In diesem Zusammenhang soll – oft gemeinsam mit der UNESCO bzw. den Vereinten Nationen – der nationale und internationale Schutz von Bibliotheken als Teil des kulturellen Erbes bei Kriegen, bewaffneten Konflikten oder Katastrophen sichergestellt werden.
Die Zentrale der IFLA befindet sich in Den Haag, Regionalbüros gibt es in Dakar, Singapur und Rio de Janeiro. Die sieben offiziellen Sprachen der IFLA, in denen sich die Mitglieder auf Konferenzen und bei Besprechungen verständigen, sind Arabisch, Chinesisch, Deutsch, Englisch, Französisch, Russisch und Spanisch.
IFLA-Präsidenten amtieren seit 2003 für jeweils zwei Jahre. Sie werden gewählt und sind vor ihrer eigentlichen Präsidentschaft zwei Jahre lang „president-elect“. Derzeitige IFLA-Präsidentin ist seit August 2023 die Australierin Vicki McDonald, State Librarian and Chief Executive Officer der State Library of Queensland.

## Vorwürfe gegenüber der IFLA-Führung
Die schwedische Bibliotheksfachzeitschrift Biblioteksbladet vom November 2022 beleuchtete Vorwürfe gegenüber der IFLA-Führung. Das Magazin berichtete dabei über eine „toxische Atmosphäre“ im IFLA-Hauptquartier in Den Haag sowie über Vorwürfe von Korruption, der Unterdrückung von abweichenden Meinungen und damit zusammenhängender Berichterstattung. Diese wurden auch in innerbibliothekarischen Fachkreisen in Deutschland thematisiert.

## Abteilungen

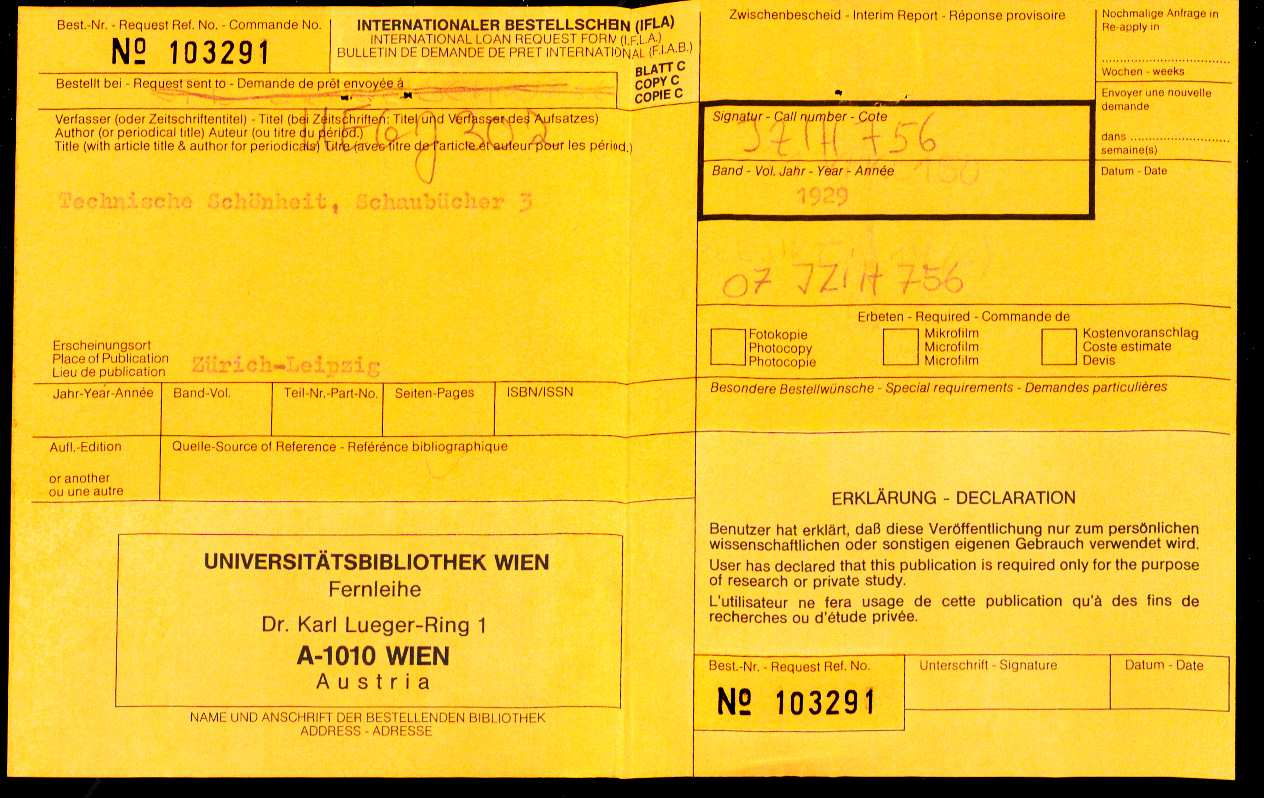
Internationaler Bestellschein (IFLA)

Die IFLA ist in acht Abteilungen (Divisions) gegliedert:
- Div I : Allgemeine wissenschaftliche Bibliotheken
- Div II: Spezialbibliotheken
- Div III: Bibliotheken für die breite Öffentlichkeit
- Div IV: Bibliographische Kontrolle
- Div V: Sammlung und Dienstleistungen
- Div VI: Management und Technik
- Div VII: Ausbildung und Forschung
- Div VIII: Regionale Aktivitäten.

Diese Abteilungen unterteilen sich in 45 Sektionen. In den Sektionen wird ein großer Teil der fachlichen Arbeit geleistet: So werden z. B. die Fachveranstaltungen während der Weltkongresse durch die Sektionen eigenständig geplant und durchgeführt, die Sektionen führen Vorkonferenzen für ihre Themenbereiche durch, veranstalten eigene Arbeitstreffen (z. B. die sog. „Mid-Term-Meetings“) oder erstellen Veröffentlichungen. Geleitet werden die Sektionen durch eine Lenkungsgruppe, das „Standing Committee“, für das alle zwei Jahre Wahlen durchgeführt werden. Neben den Sektionen gibt es Ausschüsse zu den Haupttätigkeitsfeldern (Core Activities) der Organisation. Dazu zählen unter anderem das Free Access to Information and Freedom of Expression Committee, das Copyright and other Legal Matters Committee und die IFLA-CNDL Alliance for Bibliographic Standards.

## IFLA-Weltkongresse und IFLA-Präsidentschaften (mit Tabelle)
Die IFLA organisiert jedes Jahr einen Weltkongress, auf der auch die Generalversammlung der Mitglieder als das oberste Verbandsgremium tagt. Der erste Kongress fand 1928 in Rom statt. Seitdem fand der Kongress jährlich statt, mit Unterbrechungen 1940–1946 wegen des Zweiten Weltkriegs und 2020 wegen der COVID-19-Pandemie.
Am 19. Juni 2023 veröffentlichte das Governing Board der IFLA seine Entscheidung, die IFLA-Weltkonferenz 2024 in Dubai durchzuführen. Dies stieß angesichts der dortigen Menschenrechtslage, aber auch wegen der konkreten Beschränkungen und Verbote für das durchführbare Programm, auf große Kritik unter den Mitgliedern. Stein des Anstoßes war hierbei, dass insbesondere Interessengruppen wie die LGBTQ+ Special Interest Group innerhalb der IFLA keine Möglichkeit haben würden, auf dem Weltkongress ein eigenes Format nutzen zu können, wie der IFLA vorab durch das Außenministerium der Vereinigten Arabischen Emirate mitgeteilt worden war.
Der deutsche Berufsverband Information Bibliothek (BIB) verurteilte die Entscheidung der IFLA für Dubai als Veranstaltungsort „aufs Schärfste“ und kündigte am 27. Juni 2023 an, in Dubai nicht offiziell vertreten zu sein und auch keine Reisen seiner Mitglieder zu unterstützen. Ebenso sprach sich der Verein Deutscher Bibliothekarinnen und Bibliothekare (VDB) gegen Dubai 2024 aus, da die dortige Regierung schon angekündigt habe, beschränkend bzw. verbietend in das Programm einzugreifen.
Das Governing Board der IFLA führte aufgrund der Proteste bis zum 2. August 2023 eine – allerdings nicht bindende – Mitgliederumfrage durch, ob der Kongress in Dubai 2024 stattfinden solle; gesondert wurden die Ehrenamtlichen gefragt. Obwohl bei dem Referendum die Mehrheit der IFLA-Mitglieder Dubai als Austragungsort ablehnte, hielt das Governing Board weiterhin am ursprünglichen Austragungsort fest. Im Oktober 2023 zog der gastgebende Verband, die „Emirates Library and Information Association“, die Einladung nach Dubai zurück, sodass im Jahr 2024 kein Weltkongress stattfinden wird.
| Jahr | Kongressort            | Ausrichtender Staat          | Kongressmotto                                                                                              | Jahr      | Präsidentschaft und ggf. Motto                                                                   | Präsidentschaftsland   |
| ---- | ---------------------- | ---------------------------- | --- | --------- | ------------------------------------------------------------------------------------------------ | ---------------------- |
| 1928 | Rom                    | Italien                      | | 1927–1931 | Isak G.A. Collijn                                                                                | Schweden               |
| 1929 | Rom                    | Italien                      | | 1927–1931 | Isak G.A. Collijn                                                                                | Schweden               |
| 1929 | Florenz                | Italien                      | | 1927–1931 | Isak G.A. Collijn                                                                                | Schweden               |
| 1929 | Venedig                | Italien                      | | 1927–1931 | Isak G.A. Collijn                                                                                | Schweden               |
| 1930 | Stockholm              | Schweden                     | | 1927–1931 | Isak G.A. Collijn                                                                                | Schweden               |
| 1931 | Cheltenham             | Vereinigtes Königreich       | | 1927–1931 | Isak G.A. Collijn                                                                                | Schweden               |
| 1932 | Bern                   | Schweiz                      | | 1931–1936 | William Warner Bishop                                                                            | USA                    |
| 1933 | Chicago                | USA                          | | 1931–1936 | William Warner Bishop                                                                            | USA                    |
| 1933 | Avignon                | Frankreich                   | | 1931–1936 | William Warner Bishop                                                                            | USA                    |
| 1934 | Madrid                 | Spanien                      | | 1931–1936 | William Warner Bishop                                                                            | USA                    |
| 1935 | Madrid                 | Spanien                      | | 1931–1936 | William Warner Bishop                                                                            | USA                    |
| 1935 | Barcelona              | Spanien                      | | 1931–1936 | William Warner Bishop                                                                            | USA                    |
| 1936 | Warschau               | Polen                        | | 1936–1947 | Marcel Godet                                                                                     | Schweiz                |
| 1937 | Paris                  | Frankreich                   | | 1936–1947 | Marcel Godet                                                                                     | Schweiz                |
| 1938 | Brüssel                | Belgien                      | | 1936–1947 | Marcel Godet                                                                                     | Schweiz                |
| 1939 | Den Haag               | Niederlande                  | | 1936–1947 | Marcel Godet                                                                                     | Schweiz                |
| 1939 | Amsterdam              | Niederlande                  | | 1936–1947 | Marcel Godet                                                                                     | Schweiz                |
| 1947 | Oslo                   | Norwegen                     | | 1947–1951 | Wilhelm Munthe                                                                                   | Norwegen               |
| 1948 | London                 | Vereinigtes Königreich       | | 1947–1951 | Wilhelm Munthe                                                                                   | Norwegen               |
| 1949 | Basel                  | Schweiz                      | | 1947–1951 | Wilhelm Munthe                                                                                   | Norwegen               |
| 1950 | London                 | Vereinigtes Königreich       | | 1947–1951 | Wilhelm Munthe                                                                                   | Norwegen               |
| 1951 | Rom                    | Italien                      | | 1947–1951 | Wilhelm Munthe                                                                                   | Norwegen               |
| 1952 | Kopenhagen             | Schweden                     | | 1951–1958 | Pierre Bourgeois                                                                                 | Schweiz                |
| 1953 | Wien                   | Österreich                   | | 1951–1958 | Pierre Bourgeois                                                                                 | Schweiz                |
| 1954 | Zagreb                 | Kroatien                     | | 1951–1958 | Pierre Bourgeois                                                                                 | Schweiz                |
| 1955 | Brüssel                | Belgien                      | | 1951–1958 | Pierre Bourgeois                                                                                 | Schweiz                |
| 1956 | München                | Deutschland                  | | 1951–1958 | Pierre Bourgeois                                                                                 | Schweiz                |
| 1957 | Paris                  | Frankreich                   | | 1951–1958 | Pierre Bourgeois                                                                                 | Schweiz                |
| 1958 | Madrid                 | Spanien                      | | 1951–1958 | Pierre Bourgeois                                                                                 | Schweiz                |
| 1959 | Warschau               | Polen                        | | 1959–1963 | Gustav Hofmann                                                                                   | Deutschland            |
| 1960 | Lund                   | Schweden                     | | 1959–1963 | Gustav Hofmann                                                                                   | Deutschland            |
| 1960 | Malmö                  | Schweden                     | | 1959–1963 | Gustav Hofmann                                                                                   | Deutschland            |
| 1961 | Edinburgh              | Vereinigtes Königreich       | | 1959–1963 | Gustav Hofmann                                                                                   | Deutschland            |
| 1962 | Bern                   | Schweiz                      | | 1959–1963 | Gustav Hofmann                                                                                   | Deutschland            |
| 1963 | Sofia                  | Bulgarien                    | | 1959–1963 | Gustav Hofmann                                                                                   | Deutschland            |
| 1964 | Rom                    | Italien                      | | 1963–1969 | Sir Frank Francis                                                                                | Vereinigtes Königreich |
| 1965 | Helsinki               | Finnland                     | | 1963–1969 | Sir Frank Francis                                                                                | Vereinigtes Königreich |
| 1966 | Den Haag               | Niederlande                  | Libraries and Documentation                                                                                | 1963–1969 | Sir Frank Francis                                                                                | Vereinigtes Königreich |
| 1967 | Toronto                | Kanada                       | Library Service for a Nation Covering a Large Geographical Area                                            | 1963–1969 | Sir Frank Francis                                                                                | Vereinigtes Königreich |
| 1968 | Frankfurt am Main      | Deutschland                  | Books and Libraries in an Industrial Society                                                               | 1963–1969 | Sir Frank Francis                                                                                | Vereinigtes Königreich |
| 1969 | Kopenhagen             | Schweden                     | Library Education and Research in Librarianship                                                            | 1969–1974 | Herman Liebaers                                                                                  | Belgien                |
| 1970 | Moskau                 | Russland                     | Lenin and Libraries                                                                                        | 1969–1974 | Herman Liebaers                                                                                  | Belgien                |
| 1971 | Liverpool              | Vereinigtes Königreich       | The Organization of the Library Profession                                                                 | 1969–1974 | Herman Liebaers                                                                                  | Belgien                |
| 1972 | Budapest               | Ungarn                       | Reading in a Changing World                                                                                | 1969–1974 | Herman Liebaers                                                                                  | Belgien                |
| 1973 | Grenoble               | Frankreich                   | Reading in a Changing World                                                                                | 1969–1974 | Herman Liebaers                                                                                  | Belgien                |
| 1974 | Washington, D.C.       | USA                          | National and International Library Planning                                                                | 1969–1974 | Herman Liebaers                                                                                  | Belgien                |
| 1975 | Oslo                   | Norwegen                     | The Future of International Library Cooperation                                                            | 1974–1979 | Preben Kirkegaard                                                                                | Dänemark               |
| 1976 | Lausanne               | Schweiz                      | IFLA | 1974–1979 | Preben Kirkegaard                                                                                | Dänemark               |
| 1977 | Brüssel                | Belgien                      | Libraries for All: One World of Information, Culture and Learning                                          | 1974–1979 | Preben Kirkegaard                                                                                | Dänemark               |
| 1978 | Strbské Pleso          | Slowakei                     | Universal Availability of Publications                                                                     | 1974–1979 | Preben Kirkegaard                                                                                | Dänemark               |
| 1979 | Kopenhagen             | Schweden                     | Library Legislation                                                                                        | 1974–1979 | Preben Kirkegaard                                                                                | Dänemark               |
| 1980 | Manila                 | Philippinen                  | Development of Libraries and Information Systems                                                           | 1979–1985 | Else Granheim                                                                                    | Norwegen               |
| 1981 | Leipzig                | Deutschland                  | The Role of National Centres in National Library Development and in International Library Cooperation      | 1979–1985 | Else Granheim                                                                                    | Norwegen               |
| 1982 | Montreal               | Kanada                       | Networks                                                                                                   | 1979–1985 | Else Granheim                                                                                    | Norwegen               |
| 1983 | München                | Deutschland                  | Libraries in a Technical World                                                                             | 1979–1985 | Else Granheim                                                                                    | Norwegen               |
| 1984 | Nairobi                | Kenia                        | Basis of Information Services for National Development                                                     | 1979–1985 | Else Granheim                                                                                    | Norwegen               |
| 1985 | Chicago                | USA                          | Libraries and the Universal Availability of Information                                                    | 1979–1985 | Else Granheim                                                                                    | Norwegen               |
| 1986 | Tokio                  | Japan                        | New Horizons of Librarianship towards the 21st Century                                                     | 1985–1991 | Hans-Peter Geh                                                                                   | Deutschland            |
| 1987 | Brighton               | Vereinigtes Königreich       | Libraries and Information Services in a Changing World                                                     | 1985–1991 | Hans-Peter Geh                                                                                   | Deutschland            |
| 1988 | Sydney                 | Australien                   | Living together: People, Libraries, Information                                                            | 1985–1991 | Hans-Peter Geh                                                                                   | Deutschland            |
| 1989 | Paris                  | Frankreich                   | Les Bibliothèques et l’information dans l’économie hier, aujourd’hui et demain                             | 1985–1991 | Hans-Peter Geh                                                                                   | Deutschland            |
| 1990 | Stockholm              | Schweden                     | Libraries: Information for Knowledge                                                                       | 1985–1991 | Hans-Peter Geh                                                                                   | Deutschland            |
| 1991 | Moskau                 | Russland                     | Libraries and Culture: Their Relationship                                                                  | 1985–1991 | Hans-Peter Geh                                                                                   | Deutschland            |
| 1992 | Neu-Delhi              | Indien                       | Library and Information Policy Perspectives                                                                | 1991–1997 | Robert Wedgeworth                                                                                | USA                    |
| 1993 | Barcelona              | Spanien                      | The Universal Library: Libraries as Centres for the Global Availability of Information                     | 1991–1997 | Robert Wedgeworth                                                                                | USA                    |
| 1994 | Havanna                | Kuba                         | Libraries and Social Development                                                                           | 1991–1997 | Robert Wedgeworth                                                                                | USA                    |
| 1995 | Istanbul               | Türkei                       | Libraries of the Future                                                                                    | 1991–1997 | Robert Wedgeworth                                                                                | USA                    |
| 1996 | Peking                 | China                        | The Challenge of Change                                                                                    | 1991–1997 | Robert Wedgeworth                                                                                | USA                    |
| 1997 | Kopenhagen             | Schweden                     | Libraries and Information for Human Development                                                            | 1991–1997 | Robert Wedgeworth                                                                                | USA                    |
| 1998 | Amsterdam              | Niederlande                  | On Crossroads of Information and Culture                                                                   | 1997–2003 | Christine Deschamps                                                                              | Frankreich             |
| 1999 | Bangkok                | Thailand                     | On the Threshold of a New Century: Libraries as Gateways to an Enlightened World                           | 1997–2003 | Christine Deschamps                                                                              | Frankreich             |
| 2000 | Jerusalem              | Israel                       | Information for Cooperation: Creating the Global Library of the Future                                     | 1997–2003 | Christine Deschamps                                                                              | Frankreich             |
| 2001 | Boston                 | USA                          | Libraries and Librarians: Making a Difference in the Knowledge Age                                         | 1997–2003 | Christine Deschamps                                                                              | Frankreich             |
| 2002 | Glasgow                | Vereinigtes Königreich       | Libraries for Life: Democracy, Diversity, Delivery                                                         | 1997–2003 | Christine Deschamps                                                                              | Frankreich             |
| 2003 | Berlin                 | Deutschland                  | Bibliothek als Portal: Medien – Information – Kultur / Access Point Library: Media - Information - Culture | 1997–2003 | Christine Deschamps                                                                              | Frankreich             |
| 2004 | Buenos Aires           | Argentinien                  | Libraries: Tools for Education and Development                                                             | 2003–2005 | Kay Raseroka                                                                                     | Botswana               |
| 2005 | Oslo                   | Norwegen                     | Libraries - A voyage of discovery                                                                          | 2003–2005 | Kay Raseroka                                                                                     | Botswana               |
| 2006 | Seoul                  | Südkorea                     | Libraries: Dynamic Engines for the Knowledge and Information Society                                       | 2005–2007 | Alex Byrne                                                                                       | Australien             |
| 2007 | Durban                 | Südafrika                    | Libraries for the future: Progress, Development and Partnerships                                           | 2005–2007 | Alex Byrne                                                                                       | Australien             |
| 2008 | Québec                 | Kanada                       | Libraries without borders: Navigating towards global understanding                                         | 2007–2009 | Claudia Lux „Bibliotheken auf die Tagesordnung – Libraries on the Agenda!“                       | Deutschland            |
| 2009 | Mailand                | Italien                      | Libraries create futures: Building on cultural heritage                                                    | 2007–2009 | Claudia Lux „Bibliotheken auf die Tagesordnung – Libraries on the Agenda!“                       | Deutschland            |
| 2010 | Göteborg               | Schweden                     | Open access to knowledge - promoting sustainable                                                           | 2009–2011 | Ellen Tise „Libraries Driving Access to Knowledge“                                               | Südafrika              |
| 2011 | San Juan (Puerto Rico) | USA                          | Libraries beyond libraries: Integration, Innovation and Information for all                                | 2009–2011 | Ellen Tise „Libraries Driving Access to Knowledge“                                               | Südafrika              |
| 2012 | Helsinki               | Finnland                     | Libraries Now! - Inspiring, Surprising, Empowering                                                         | 2011–2013 | Ingrid Parent „Bibliotheken: Kräfte des Wandels – Libraries: a force for change“                 | Kanada                 |
| 2013 | Singapur               | Singapur                     | Future Libraries: Infinite Possibilities                                                                   | 2011–2013 |                                                                                                  |                        |
| 2014 | Lyon                   | Frankreich                   | Libraries, Citizens, Societies: Confluence for Knowledge                                                   | 2013–2015 | Sinikka Sipilä „Starke Bibliotheken, Starke Gesellschaften – Strong Libraries, Strong Societies“ | Finnland               |
| 2015 | Kapstadt               | Südafrika                    | Dynamic Libraries: Access, Development and Transformation                                                  | 2013–2015 | Sinikka Sipilä „Starke Bibliotheken, Starke Gesellschaften – Strong Libraries, Strong Societies“ | Finnland               |
| 2016 | Columbus               | USA                          | Connections. Collaboration. Community.                                                                     | 2015–2017 | Donna Scheeder „Bibliotheken: Ein Aufruf zum Handeln – Libraries: A Call to Action“              | USA                    |
| 2017 | Breslau                | Polen                        | Libraries. Solidarity. Society.                                                                            | 2015–2017 | Donna Scheeder „Bibliotheken: Ein Aufruf zum Handeln – Libraries: A Call to Action“              | USA                    |
| 2018 | Kuala Lumpur           | Malaysia                     | Transform Libraries, Transform Societies                                                                   | 2017–2019 | Gloria Pérez-Salmerón „Libraries: motors for change“                                             | Spanien                |
| 2019 | Athen                  | Griechenland                 | Libraries: dialogue for change                                                                             | 2017–2019 | Gloria Pérez-Salmerón „Libraries: motors for change“                                             | Spanien                |
| 2020 | Dublin                 | Irland                       | Inspire, Engage, Enable, Connect \| Der Kongress wurde wegen der COVID-19-Pandemie abgesagt.               | 2019–2021 | Christine Mackenzie „Let’s work together“                                                        | Australien             |
| 2021 | Virtuell               | Virtuell                     | Let’s work together!                                                                                       | 2019–2021 | Christine Mackenzie „Let’s work together“                                                        | Australien             |
| 2022 | Dublin                 | Irland                       | Inspire, Engage, Enable, Connect                                                                           | 2021–2023 | Barbara Lison                                                                                    | Deutschland            |
| 2023 | Rotterdam              | Niederlande                  | Let’s work together, let’s Library                                                                         | 2021–2023 | Barbara Lison                                                                                    | Deutschland            |
| 2024 | Dubai                  | Vereinigte Arabische Emirate | Der Kongress wurde wegen Protesten gegen den Veranstaltungsort abgesagt.                                   | 2023–2025 | Vicki McDonald                                                                                   | Australien             |
| 2025 |                        |                              | | 2023–2025 | Vicki McDonald                                                                                   | Australien             |

## Nationalkomitee der IFLA in Deutschland (IFLA-NK)
Das Nationalkomitee der IFLA in Deutschland (IFLA-NK) stellt das Bindeglied zwischen internationalen und nationalen Fachgemeinden dar. Mitglieder des IFLA-NK sind der Bibliotheksdachverband BID, der DBV, die Berufsverbände BIB und VDB, die Bibliotheken DNB, BSB, SBB-PK und SLUB, das Goethe-Institut, die Arbeitsgemeinschaft der Spezialbibliotheken (ASpB), die Vorsitzende des IFLA-Nationalkomitees und ihre Stellvertreterin sowie das Sekretariat des IFLA-Nationalkomitees, welches allerdings kein Stimmrecht hat. Das IFLA-NK versucht, sicherzustellen, dass deutsche Bibliotheken angemessen in IFLA-Gremien vertreten sind und dass sich bibliothekarischer Nachwuchs für die Arbeit der IFLA interessiert. Um diese Ziele zu erreichen, organisiert das IFLA-NK regelmäßige Informationsveranstaltungen auf bibliothekarischen Kongressen und Tagungen, sorgt für Übersetzungen von IFLA-Materialien ins Deutsche und bietet Unterstützungs- und Vernetzungsleistungen für in Gremien tätige Aktive an.
Seit März 2023 lässt der Berufsverband VDB seine Mitgliedschaft im Nationalkomitee ruhen „angesichts der fehlenden Transparenz hinsichtlich des Umgangs mit den öffentlichen Vorwürfen bezüglich der Verantwortlichkeiten für Finanzentscheidungen von Vorstand und Geschäftsführung der IFLA sowie der Interaktion von Governing Board und Geschäftsstelle“. Ausgelöst wurden diese Entscheidung durch Berichte in der Zeitschrift des schwedischen Bibliotheksverbandes über die IFLA.

## Verwandte Organisationen
Vergleichbare internationale Institutionen aus verwandten Bereichen sind unter anderem:
- ICA (International Council on Archives) für Archive,
- ICOM (International Council of Museums) für Museen und
- ICOMOS (International Council on Monuments and Sites) für Baudenkmäler und Kunststätten.

Die 1895 von Paul Otlet als International Institute of Bibliography gegründete International Federation for Information and Documentation (FID) gibt es seit 2002 nicht mehr.

## IFLA-Journal
Publikationsorgan der IFLA ist das IFLA-Journal (ISSN 0340-0352), eine wissenschaftliche Fachzeitschrift mit Peer-Review in den Bereichen Bibliotheken, Bibliotheks- und Informationswissenschaft und Informationsfreiheit.
Das IFLA-Journal wird vierteljährlich von SAGE Publications im Auftrag der IFLA veröffentlicht. Die erste Ausgabe erschien im März 1975. Sämtliche seither erschienenen Ausgaben sind online verfügbar.

## Belege
1. ↑  IFLA. In: ifla.org. 23. November 2023, abgerufen am 25. November 2023 (englisch).
2. ↑  IFLA Annual Report 2022. IFLA, 2023, abgerufen am 25. November 2023.
3. ↑  Resources – IFLA. In: ifla.org. 4. April 2010, abgerufen am 25. November 2023 (englisch).
4. ↑  IFLA Congress. In: ifla.org. 4. April 2010, abgerufen am 25. November 2023 (englisch).
5. ↑  Language Policy. In: IFLA. IFLA Governing Board, 26. September 2019, abgerufen am 5. Juli 2020 (englisch).
6. 1 2  IFLA-Weltkonress 2024 in Dubai abgesagt. Abgerufen am 24. November 2023 (englisch).
7. ↑  State Librarian and Chief Executive Officer. Abgerufen am 24. November 2023 (englisch).
8. 1 2  https://www.biblioteksbladet.se/etidningen/nr-04-2022-english/ Biblioteksbladet number 4, 2022. The Number about IFLA.
9. 1 2  https://www.biblioteksbladet.se/nyheter/english/fear-illness-silence/ Lisa Bjurwald: Fear. Illness. Silence.
10. ↑  Schwere Vorwürfe gegen IFLA. Abgerufen am 12. September 2023.
11. ↑  IFLA entscheidet: Weltkongress 2024 wird in Dubai stattfinden. Abgerufen am 12. September 2023.
12. ↑  Stellungnahme des BIB zur Wahl von Dubai als Austragungsort für den IFLA-Weltkongress 2024. In: BuB Forum Bibliothek und Information. Berufsverband Information Bibliothek (BIB), 27. Juni 2023, abgerufen am 14. Juli 2023.
13. ↑  IFLA WLIC 2024. In: vdb-online. VDB, 13. Juli 2023, abgerufen am 14. Juli 2023.
14. ↑  Advisory Referendum on IFLA WLIC 2024. In: IFLA. 5. Juli 2023, abgerufen am 14. Juli 2023 (englisch).
15. ↑  Referendum zur Entscheidung des Governing Board der IFLA zur Austragung der WLIC 2024 in Dubai - BID (Bibliothek & Information Deutschland). 27. Juli 2023, abgerufen am 12. September 2023.
16. ↑  IFLA-Weltkongress 2024 in Dubai – dbv kritisiert Entscheidung – Fachstelle Öffentliche Bibliotheken NRW. Abgerufen am 12. September 2023.
17. ↑  Weltkongress Berlin 2003. In: IFLA in Deutschland. Nationalkomitee der IFLA in Deutschland, abgerufen am 5. Juli 2020 (deutsch).
18. ↑  Ellen Tise
19. ↑  Ingrid Parent
20. ↑  Sinikka Sipilä (Memento des Originals vom 18. Januar 2016 im Internet Archive)  Info: Der Archivlink wurde automatisch eingesetzt und noch nicht geprüft. Bitte prüfe Original- und Archivlink gemäß Anleitung und entferne dann diesen Hinweis.
21. ↑  IFLA World Library and Information Congress: 81st IFLA General Conference and Assembly | World Library and Information Congress. In: www.ifla.org. Abgerufen am 16. Mai 2016.
22. ↑  http://2016.ifla.org/. In: 2016.ifla.org. Abgerufen am 16. Mai 2016.
23. ↑  http://2019.ifla.org/. In: 2019.ifla.org. Abgerufen am 25. November 2019.
24. ↑  Christine Mackenzie, Gerald Leitner: IFLA World Library and Information Congress 2020 Cancelled. In: IFLA. 9. April 2020, abgerufen am 5. Juli 2020 (englisch).
25. ↑  Invitation to host IFLA WLIC 2024 in Dubai withdrawn. In: ifla.org. 24. November 2023, abgerufen am 25. November 2023 (englisch).
26. ↑  Mitglieder. In: IFLA in Deutschland. Abgerufen am 5. Juli 2020.
27. ↑  Anke Berghaus-Sprengel: IFLA-WLIC 2024. In: VDB. 13. Juli 2023, abgerufen am 14. Juli 2023.
28. ↑  Schwere Vorwürfe gegen die IFLA. In: BuB Forum Bibliothek und Information. Berufsverband Information Bibliothek (BIB), 1. Dezember 2022, abgerufen am 14. Juli 2023.
29. ↑  IFLA-Journal. All issues. March 1975 – March 2023. In: journals.sagepub.com. Abgerufen am 10. April 2023 (englisch).